# 로버트 패틴슨의 수상 및 후보 목록
다음은 영국의 배우 로버트 패틴슨의 수상 및 후보 목록이다.

## 수상 및 후보

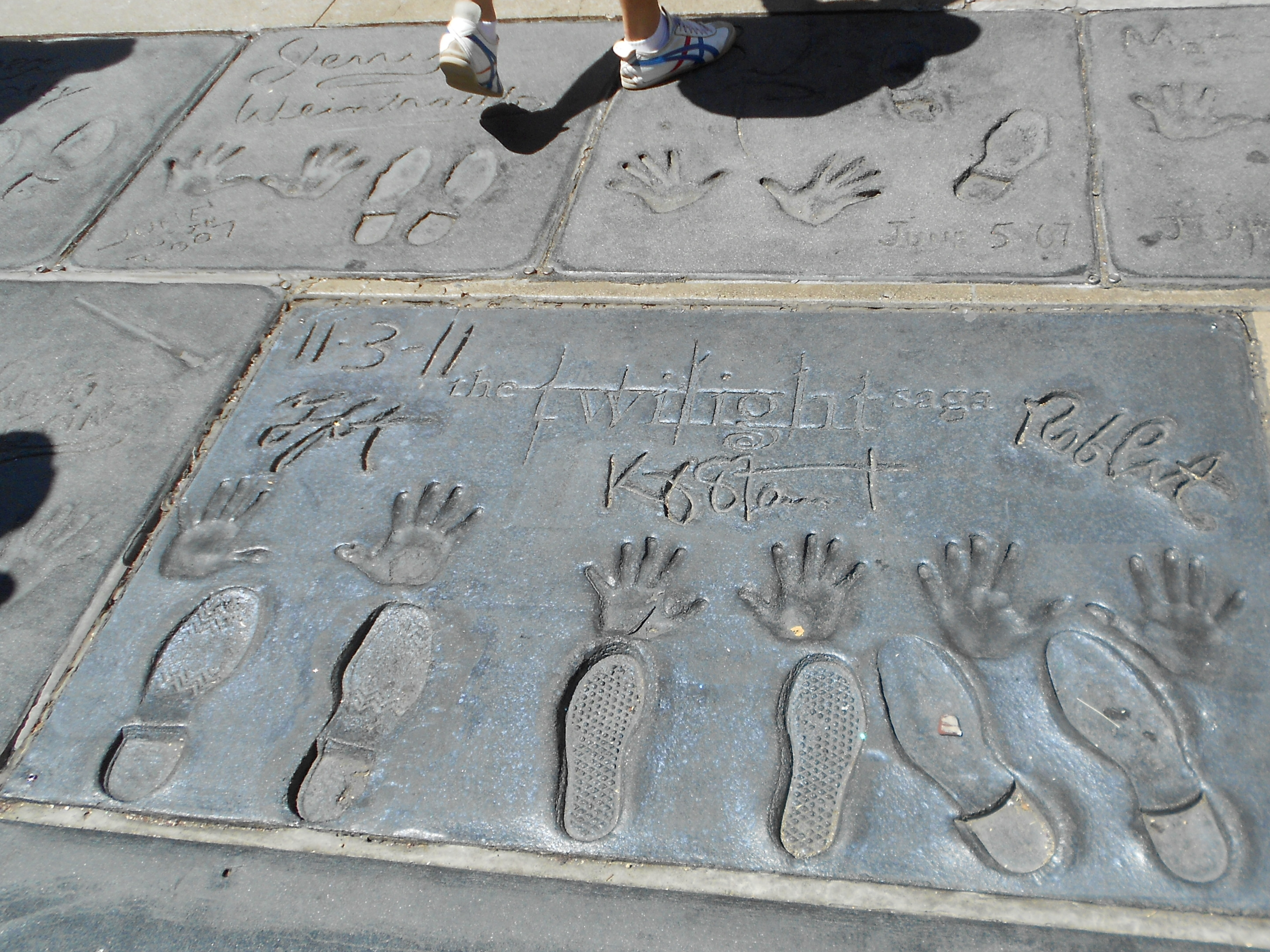
핸드프린트, 풋프린트가 서명 된 (왼쪽부터) 테일러 로트너, 크리스틴 스튜어트와 패틴슨.

패틴슨은 《하우 투 비》(2009)로 스트라스부르 영화제에서 최우수 남우주연상을 수상했다. 그의 작품 《트와일라잇》시리즈로 두 번의 엠파이어상 후보 지명, 열 한 번의 MTV 무비 어워드 후보 지명, 두 번의 피플 초이스 어워드 후보 지명되었으며, 추가적으로 많은 수상과 후보에 지명 된 것 뿐만 아니라 2009년 헐리우드 영화제에서 뉴 헐리우드상을 수상했다.
2014년, 그는 영화 《로버》와 《맵스 투 더 스타즈》에서 연기로 AACTA 어워즈(오스트레일리아 영화 텔레비전 예술 아카데미상)와 캐나디언 스크린 어워드에 후보 지명되었다. 그는 영화 《라이프》로 2015년 도빌 아메리칸 영화제 헐리우드 라이징 스타상을 수상했다.
| 연도 | 시상식                                                     | 부문                                                          | 작품                           | 결과 | 출처          |
| ---- | ---------------------------------------------------------- | ------------------------------------------------------------- | ------------------------------ | ---- | ------------- |
| 2008 | 스트라스부르 영화제                                        | 최우수 남우주연상                                             | 하우 투 비                     | 수상 | [ 9 ]         |
| 2008 | 브라보 오토 어워드                                         | 최우수 남우주연상                                             | 트와일라잇                     | 수상 |               |
| 2009 | 퍼스트 글랜스 영화제                                       | 최우수 남우주연상                                             | 하우 투 비                     | 수상 |               |
| 2009 | 엠파이어상                                                 | 최우수 신인상                                                 | 트와일라잇                     | 후보 | [ 10 ]        |
| 2009 | MTV 무비 & TV 어워드                                       | 신인 남자배우상                                               | 트와일라잇                     | 수상 | [ 11 ]        |
| 2009 | MTV 무비 & TV 어워드                                       | 최고의 키스상(크리스틴 스튜어트와 함께)                       | 트와일라잇                     | 수상 | [ 11 ]        |
| 2009 | MTV 무비 & TV 어워드                                       | 최고의 싸움상(캠 지갠뎃과 함께)                               | 트와일라잇                     | 수상 | [ 11 ]        |
| 2009 | 틴 초이스 어워드                                           | 초이스 무비: 드라마 남자배우상                                | 트와일라잇                     | 수상 | [ 12 ]        |
| 2009 | 틴 초이스 어워드                                           | 초이스 무비: 매력상                                           | 트와일라잇                     | 수상 | [ 12 ]        |
| 2009 | 틴 초이스 어워드                                           | 초이스 무비: 키스상(크리스틴 스튜어트와 함께)                 | 트와일라잇                     | 수상 | [ 12 ]        |
| 2009 | 틴 초이스 어워드                                           | 초이스 무비: 럼블상(캠 지갠뎃과 함께)                         | 트와일라잇                     | 수상 | [ 12 ]        |
| 2009 | 스크림 어워드                                              | 최우수 판타지 남자배우상                                      | 트와일라잇                     | 수상 | [ 13 ]        |
| 2009 | 스크림 어워드                                              | 최우수 앙상블상                                               | 트와일라잇                     | 후보 | [ 13 ]        |
| 2009 | 피플 초이스 어워드                                         | 좋아하는 영화 팀상(크리스틴 스튜어트, 테일러 로트너와 함께)   | 트와일라잇                     | 수상 | [ 14 ]        |
| 2009 | 피플 초이스 어워드                                         | 좋아하는 영화 남자배우상                                      | 트와일라잇                     | 후보 | [ 14 ]        |
| 2010 | 골든 래즈베리상                                            | 최악의 남우조연상                                             | 트와일라잇: 뉴문               | 후보 |               |
| 2010 | 골든 래즈베리상                                            | 최악의 영화 커플상(크리스틴 스튜어트, 테일러 로트너와 함께)   | 트와일라잇: 뉴문               | 후보 |               |
| 2010 | 골든 래즈베리상                                            | 최악의 남우주연상                                             | 리멤버 미                      | 후보 |               |
| 2010 | 내셔널 무비 어워드                                         | 최우수 연기상                                                 | 트와일라잇: 뉴문               | 수상 | [ 15 ]        |
| 2010 | 러시아 조르쥐 어워드                                       | 좋아하는 해외 남자배우상                                      | 트와일라잇: 뉴문               | 수상 | [ 16 ]        |
| 2010 | 엠파이어상                                                 | 최우수 남우주연상                                             | 트와일라잇: 뉴문               | 후보 | [ 17 ]        |
| 2010 | MTV 무비 & TV 어워드                                       | 최고의 남자배우상                                             | 트와일라잇: 뉴문               | 수상 | [ 11 ]        |
| 2010 | MTV 무비 & TV 어워드                                       | 글로벌 스타상                                                 | 트와일라잇: 뉴문               | 수상 | [ 11 ]        |
| 2010 | MTV 무비 & TV 어워드                                       | 최고의 키스상(크리스틴 스튜어트와 함께)                       | 트와일라잇: 뉴문               | 수상 | [ 11 ]        |
| 2010 | 틴 초이스 어워드                                           | 초이스 무비: 키스상(크리스틴 스튜어트와 함께)                 | 트와일라잇: 뉴문               | 수상 | [ 18 ]        |
| 2010 | 틴 초이스 어워드                                           | 초이스 무비: 케미스트리상(크리스틴 스튜어트와 함께)           | 트와일라잇: 뉴문               | 수상 | [ 18 ]        |
| 2010 | 틴 초이스 어워드                                           | 초이스 무비: 판타지 남자배우상                                | 트와일라잇: 뉴문               | 후보 | [ 18 ]        |
| 2010 | 틴 초이스 어워드                                           | 초이스 무비: 럼블상(캠 지갠뎃과 함께)                         | 트와일라잇: 뉴문               | 후보 | [ 18 ]        |
| 2010 | 틴 초이스 어워드                                           | 초이스 무비: 드라마 남자배우상                                | 리멤버 미                      | 수상 | [ 18 ]        |
| 2010 | 니켈로디언 키즈 초이스 어워드                              | 귀여운 커플상(크리스틴 스튜어트와 함께)                       | 트와일라잇: 뉴문               | 후보 |               |
| 2010 | 브라질 니켈로디언 키즈 초이스 어워드                       | 올해의 커플상(크리스틴 스튜어트와 함께)                       | 트와일라잇: 이클립스           | 수상 |               |
| 2010 | 오스트레일리아 니켈로디언 키즈 초이스 어워드               | 좋아하는 키스상(크리스틴 스튜어트와 함께)                     | 트와일라잇: 이클립스           | 후보 |               |
| 2010 | 오스트레일리아 니켈로디언 키즈 초이스 어워드               | 좋아하는 영화 스타상                                          | 트와일라잇: 이클립스           | 후보 |               |
| 2010 | 스크림 어워드                                              | 최우수 판타지 남자배우상                                      | 트와일라잇: 이클립스           | 수상 | [ 19 ]        |
| 2010 | BBC 라디오 1 틴 어워드                                     | 최우수 남우주연상                                             | 트와일라잇: 이클립스           | 수상 | [ 20 ]        |
| 2010 | BBC 라디오 1 틴 어워드                                     | 최우수 맵시상                                                 | 트와일라잇: 이클립스           | 수상 | [ 20 ]        |
| 2010 | 피플 초이스 어워드                                         | 좋아하는 영화 남자배우상                                      | 트와일라잇: 이클립스           | 후보 | [ 21 ]        |
| 2010 | 피플 초이스 어워드                                         | 좋아하는 영화 팀상(크리스틴 스튜어트, 테일러 로트너와 함께)   | 트와일라잇: 이클립스           | 수상 | [ 21 ]        |
| 2011 | 골든 래즈베리상                                            | 최악의 남우주연상                                             | 트와일라잇: 이클립스           | 후보 |               |
| 2011 | 골든 래즈베리상                                            | 최악의 앙상블상                                               | 트와일라잇: 이클립스           | 후보 |               |
| 2011 | 얼라이언스 오브 우먼 필름 저널리스트(여성 영화기자협회)    | EDA 스페셜 멘션상                                             | 트와일라잇: 브레이킹 던 part 1 | 수상 | [ 22 ]        |
| 2011 | 씬유포리아 어워드                                          | 국제 경쟁부문 - 최우수 남우주연상                             | 리멤버 미                      | 수상 |               |
| 2011 | 할리우드 영화제                                            | 뉴 헐리우드상                                                 | 트와일라잇                     | 수상 | [ 23 ]        |
| 2011 | MTV 무비 & TV 어워드                                       | 최고의 남자배우상                                             | 트와일라잇: 이클립스           | 수상 | [ 24 ]        |
| 2011 | MTV 무비 & TV 어워드                                       | 최고의 키스상(크리스틴 스튜어트와 함께)                       | 트와일라잇: 이클립스           | 수상 | [ 24 ]        |
| 2011 | MTV 무비 & TV 어워드                                       | 최고의 싸움상(브라이스 달라스 하워드, 자비에르 사무엘과 함께) | 트와일라잇: 이클립스           | 수상 | [ 24 ]        |
| 2011 | 틴 초이스 어워드                                           | 초이스 썸머: 남자 무비스타상                                  | 트와일라잇: 이클립스           | 수상 | [ 25 ]        |
| 2011 | 틴 초이스 어워드                                           | 초이스 무비: 뱀파이어상                                       | 트와일라잇: 이클립스           | 수상 | [ 25 ]        |
| 2011 | 틴 초이스 어워드                                           | 초이스 무비: 드라마 남자배우상                                | 워터 포 엘리펀트               | 수상 | [ 25 ]        |
| 2011 | 피플 초이스 어워드                                         | 좋아하는 영화 남자배우상                                      | 워터 포 엘리펀트               | 후보 | [ 26 ]        |
| 2011 | 브라보 오토 어워드                                         | 최우수 남자 영화 스타상                                       | 트와일라잇: 브레이킹 던 part 1 | 수상 |               |
| 2012 | 골든 래즈베리상                                            | 최악의 앙상블상                                               | 트와일라잇: 브레이킹 던 part 1 | 후보 |               |
| 2012 | 골든 래즈베리상                                            | 최악의 영화 커플상(크리스틴 스튜어트, 테일러 로트너와 함께)   | 트와일라잇: 브레이킹 던 part 1 | 후보 |               |
| 2012 | MTV 무비 & TV 어워드                                       | 최고의 키스상(크리스틴 스튜어트와 함께)                       | 트와일라잇: 브레이킹 던 part 1 | 수상 | [ 27 ]        |
| 2012 | 틴 초이스 어워드                                           | 초이스 무비: 매력상                                           | 트와일라잇: 브레이킹 던 part 1 | 후보 | [ 28 ]        |
| 2012 | 틴 초이스 어워드                                           | 초이스 무비: 공상과학/판타지 남자배우상                       | 트와일라잇: 브레이킹 던 part 1 | 후보 | [ 28 ]        |
| 2012 | 틴 초이스 어워드                                           | 초이스 무비: 키스상(크리스틴 스튜어트와 함께)                 | 트와일라잇: 브레이킹 던 part 1 | 후보 | [ 28 ]        |
| 2012 | 틴 초이스 어워드                                           | 초이스 무비: 로맨스 남자배우상                                | 트와일라잇: 브레이킹 던 part 1 | 후보 | [ 28 ]        |
| 2012 | 영국 니켈로디언 키드 초이스 어워드                         | 좋아하는 영국 남자배우상                                      | 트와일라잇: 브레이킹 던 part 2 | 수상 |               |
| 2012 | 브라보 오토 어워드                                         | 최우수 남자 영화 스타상                                       | 트와일라잇: 브레이킹 던 part 2 | 수상 |               |
| 2012 | 렘브란트 어워드                                            | 최우수 해외 남자배우상                                        | 워터 포 엘리펀트               | 후보 | [ 29 ]        |
| 2012 | 리처드 애튼버러 영화상                                     | 올해의 영화 스타상                                            | 트와일라잇: 브레이킹 던 part 1 | 수상 | [ 30 ]        |
| 2012 | 밴쿠버 영화 비평가 협회                                    | 캐나다 영화 부문 최우수 남자배우상                            | 코스모폴리스                   | 후보 | [ 31 ] [ 32 ] |
| 2013 | 골든 래즈베리상                                            | 최악의 남우주연상                                             | 트와일라잇: 브레이킹 던 part 2 | 후보 |               |
| 2013 | 골든 래즈베리상                                            | 최악의 영화 커플상(크리스틴 스튜어트와 함께)                  | 트와일라잇: 브레이킹 던 part 2 | 후보 |               |
| 2013 | 골든 래즈베리상                                            | 최악의 영화 앙상블상                                          | 트와일라잇: 브레이킹 던 part 2 | 수상 |               |
| 2013 | 틴 초이스 어워드                                           | 초이스 무비: 로맨스 남자배우상                                | 트와일라잇: 브레이킹 던 part 2 | 후보 | [ 33 ]        |
| 2013 | 틴 초이스 어워드                                           | 초이스 무비: 공상과학/판타지 남자배우상                       | 트와일라잇: 브레이킹 던 part 2 | 후보 | [ 33 ]        |
| 2013 | 틴 초이스 어워드                                           | 초이스 무비: 키스상(크리스틴 스튜어트와 함께)                 | 트와일라잇: 브레이킹 던 part 2 | 수상 | [ 33 ]        |
| 2013 | 영국 니켈로디언 키드 초이스 어워드                         | 좋아하는 영국 남자배우상                                      | 트와일라잇: 브레이킹 던 part 2 | 수상 |               |
| 2013 | 엠파이어 시네마 얼터네이티브 무비 어워드                   | 최우수 스크린 커플상(크리스틴 스튜어트와 함께)                | 트와일라잇: 브레이킹 던 part 2 | 수상 | [ 34 ]        |
| 2013 | 엠파이어 시네마 얼터네이티브 무비 어워드                   | 최우수 스크린 키스상(크리스틴 스튜어트와 함께)                | 트와일라잇: 브레이킹 던 part 2 | 수상 | [ 34 ]        |
| 2013 | 리처드 애튼버러 영화상                                     | 올해의 영국 연기상                                            | 트와일라잇: 브레이킹 던 part 2 | 수상 | [ 35 ]        |
| 2013 | 버진 미디어 어워드                                         | 뜨거운 영화 스타상                                            | 트와일라잇: 브레이킹 던 part 2 | 수상 | [ 36 ]        |
| 2014 | 오스트레일리아 영화 비평가 협회                            | 최우수 남우조연상                                             | 로버                           | 후보 | [ 37 ]        |
| 2014 | 필름 크리틱스 써클 오브 오스트레일리아                     | 최우수 남우조연상                                             | 로버                           | 후보 | [ 38 ]        |
| 2014 | AACTA 어워드(오스트레일리아 영화 텔레비전 예술 아카데미상) | 영화부문 최우수 남우조연상                                    | 로버                           | 후보 | [ 39 ]        |
| 2014 | 캐나다 스크린 어워드(캐나다 영화 & 텔레비전 아카데미상)    | 최우수 남우조연상                                             | 맵스 투 더 스타즈              | 후보 | [ 40 ]        |
| 2015 | 도빌 아메리칸 영화제                                       | 헐리우드 라이징 스타상                                        | 라이프                         | 수상 | [ 41 ]        |
| 2017 | 인디펜던트 스피릿 어워드(미국 독립영화상)                  | 최우수 남우주연상                                             | 굿 타임                        | 후보 | [ 42 ]        |
| 2017 | 고섬 어워드(고섬 독립영화상)                               | 최우수 남우주연상                                             | 굿 타임                        | 후보 | [ 43 ]        |